# Angelo Cijntje
Ryangelo Cijntje, también conocido como Angelo Cijntje, (Willemstad, Antillas Neerlandesas 26 de julio de 1981) es un futbolista internacional de Curazao que juega actualmente para el FC Groningen de la primera división del fútbol holandés, se desempeña en el terreno de juego como lateral derecho y Libero.Posee las nacionalidades de Curazao, Países Bajos.

## Clubes
| Club          | País         | Año       |
| ------------- | ------------ | --------- |
| SC Heerenveen | Países Bajos | 1999–2001 |
| Kups          | Finlandia    | 2001      |
| SC Heerenveen | Países Bajos | 2002      |
| SC Veendam    | Países Bajos | 2002–2013 |
| FC Groningen  | Países Bajos | 2013–2014 |

## Carrera internacional
Cijntje hizo su debut para la selección de fútbol de Antillas Neerlandesas en un partido amistoso en enero del 2004 contra Surinam. desde ese entonces ha sido llamado continuamente para las eliminatorias mundialistas con la actual selección de fútbol de Curazao marca su primer gol de forma internacional el 1 de noviembre de 2011.